# Microsoft Office SharePoint Server
Office SharePoint Server 2007 (MOSS 2007) – aplikacja serwera wchodząca w skład pakietu Microsoft Office System 2007. Jest to rozszerzona wersja Windows Sharepoint Services 3.0.
MOSS 2007 może tworzyć witryny intranetowe lub internetowe witryny sieci Web. Dodatkowo serwer oferuje zaawansowane repozytoria zawartości. Witryny te umożliwiają wymianę i zarządzanie dokumentami i danymi wewnątrz i na zewnątrz przedsiębiorstwa.

## Szczegóły
MOSS 2007 oferuje realizację podstawowych i zaawansowanych potrzeb biznesowych przedsiębiorstwa poprzez:
- zaawansowane zarządzanie i kontrolę zawartości
- prosty i łatwy dostęp do informacji dzięki intuicyjnej nawigacji i bardzo zaawansowanej wyszukiwarce
- szybką dystrybucję wiedzy i informacji
- zintegrowane środowisko pracy w biurze poprzez połączenie aplikacji biurowych z przeglądarką internetową

Najważniejsze cechy serwera to:
- obsługa zewnętrznych źródeł danych poprzez BDC (Business Data Catalog)
- integrację z aplikacją Excel poprzez Excel Services
- biblioteki dokumentów
- zarządzanie typami zawartości – biblioteka może obsługiwać różne typy zawartości zależnie od potrzeb

Administracja globalna MOSS 2007 odbywa się na przyjaznej użytkownikowi Central Administration site. Administracja lokalna na stronie odbywa się poprzez panel administracyjny udostępniany na każdej stronie poprzez definicję na szablonowej stronie master page.
Dodatkowe możliwości administracyjne Sharepoint Server 2007:
- konsolowa aplikacja STSADM